# Герб Ишима
Герб Ишима — основной опознавательно-правовой знак города Ишима (центр Ишимского района, но в его состав не входит) и одноимённого городского округа Тюменской области России, составленный и употребляемый в соответствии с правилами геральдики, служащий официальным символом города и городского округа как муниципального образования, отражающий городские традиции.
Действующий герб утверждён 26 февраля 2004 года и внесён в Государственный геральдический регистр Российской Федерации с присвоением регистрационного номера 1393.

## Описание
Геральдическое описание герба гласит:
В лазоревом поле золотой карась. В вольной части гербового щита изображение малого герба Тюменской области в сокращенном варианте (без золотой императорской короны); щит увенчан золотой башенной короной о пяти зубцах; по сторонам и внизу геральдического щита изображение свободно вьющейся ленты ордена «Знак Почета», которым город Ишим награждён в соответствии с Указом Президиума Верховного Совета СССР от 10 августа 1982 года.

— Решение Ишимской городской Думы Тюменской области от 26.02.2004 N 248 «Об утверждении Положения о гербе муниципального образования „Город Ишим“ (с изменениями и дополнениями)»
Щит, как и на первом варианте 1785, французский. Версия герба со статусной короной применяется в соответствии с типами ранговых корон муниципальных образований. В соответствии с «методическими рекомендациями по разработке и использованию официальных символов муниципальных образований», утверждёнными Геральдическим советом при Президенте РФ, герб может воспроизводиться как со всеми дополнительными элементами (вольная часть, корона, лента), так и с частью из них или вовсе без дополнительных элементов. Все эти варианты равнозначны: вне зависимости от того, использованы они или нет, изображение герба является правильным, полноценным и уместным. На гербе отражаются исторические, культурные, социально-экономические, национальные и иные местные традиции.

## Символика
За основу герба муниципального образования взят исторический герб города Ишима, утвержденный 17 марта 1785 года. Золото в геральдике — символ прочности, величия, богатства, интеллекта, великодушия. Лазурь — символ красоты, безупречности, добродетели, символ чистого неба.

— пункт 3.3 решения о гербе и флаге
На символике герба основана символика флага города.

## История
Город Ишим был основан в 1670 году как острог; также именовался Коркинской слободой. После этого несколько десятилетий являлся военным укреплением, выполнял задачи форпоста. В 1782 году острогу был присвоен статус города и административного центра уезда после переименования в нынешнее название. В XIX веке Ишим развился до уровня крупного торгового города для всей части Сибири по причине нахождения при Сибирском тракте, где находился, в городе ежегодно проходили ярмарки и производились получавшие признание в стране изделия. Обладал менее развитой промышленностью. С 1913 года стал располагаться на Транссибе. Неоднократно переходил из одной административной единицы в другую. С 1923 года окружной центр, с 1931 райцентр. В 1944 году вошёл в Тюменскую область. 

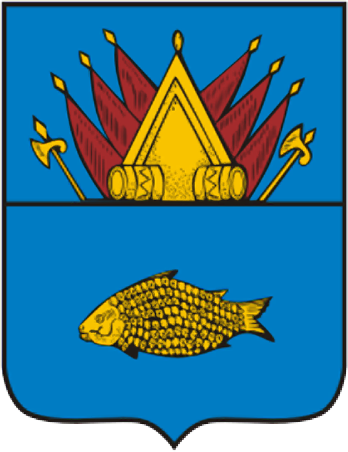
Герб города (1785)

Населённый пункт не имел собственного герба до 1785 года. Первый герб был высочайше пожалован городу 17 марта в одно время с другими символами Тобольского наместничества. Как и на нынешнем, на нём был изображён карась золотого цвета в лазоревом поле. Карась символизировал большое количество озёр в окрестностях города, где эта рыба водилась в числе прочих и был изображён «в знак того, что в окружности оного города находится множество озер, которые изобилуют сею рыбою и отменною величиною оных». В пригородной части Ишима в то время процветал рыболовный промысел. Также в верхней части герба могло присутствовать изображение герба Тобольска с изображением пирамиды золотого цвета и воинской арматуры. Щит того герба — французский, разделялся горизонтально на два сектора. Карась и лазоревое поле из герба Ишима появились и на гербе Ишимского уезда. Существовал проект 1865 года, согласно которому в герб города были бы внесены большие изменения и добавлены дополнительные элементы. Тогда на щите изображались волнообразный Андреевский крест золотого цвета, который по углам сопровождали четыре серебристых карася с красными глазами и плавниками, вольную часть занимал герб Тобольской губернии. Щит был увенчан серебряной башенной короной (три зубца), за щитом крестообразно находились два золотых молотка, соединяемые Александровской лентой. Однако он принят не был.
В 2001 году Ишимская городская дума, прислушавшись к пожеланиям жителей города, установила «исторический» вариант герба. На нём были изображены, помимо карася в лазоревом поле, исторические атрибуты Тобольской губернии, в состав которой город входил некоторое время. Однако специалисты Российского союза геральдистов отклонили предложение о регистрации данного варианта. По их словам, «герб символически делает Ишим пригородом Тобольска, но никак не Тобольской губернии». В 2003 году перед специальной комиссией была поставлена, в числе прочих, задача — принять окончательный вариант герба города. В 2004 году этот вариант был принят. Его реконструкцию выполнил геральдист из Химок Константин Мочёнов, вместе с другими специалистами, которые также принимали участие в создании герба и работали над его компьютерным дизайном. Депутаты единогласно признали его лучшим. Аппарату городской Думы было дано поручение направить необходимый пакет документов в Государственный геральдический Совет для проведения геральдической экспертизы и внесения в регистр символа. После внесения в Государственный геральдический регистр герб официально утвердился в качестве символа города.
После своего утверждения в 2004 году в герб неоднократно вносились изменения, связанные с добавлением дополнительных элементов. Сперва была внесена поправка в положение, согласно которой герб мог употребляться с территориальной короной. После этого, согласно поправкам, были добавлены лента ордена «Знак Почета» и вольная часть с малым вариантом герба региона, в который входит город.